# Лея (приток Цны)
Ле́я — река в России, протекает в Рязанской области. Правый приток Цны.

## География
Река Лея берёт начало в урочище Кордон Залейный. Течёт в северо-западном направлении. Устье реки находится у посёлка Новое Амесьево в 8 км по правому берегу реки Цны. Длина реки составляет 24 км.

## Данные водного реестра
По данным государственного водного реестра России относится к Окскому бассейновому округу, водохозяйственный участок реки — Цна от города Тамбов и до устья, речной подбассейн реки — Мокша. Речной бассейн реки — Ока.
Код объекта в государственном водном реестре — 09010200312110000030078.